# Ernst Lüder
Ernst Lüder (* 20. Februar 1932 in Schiltach, Schwarzwald) ist ein deutscher Ingenieur und Professor für Netzwerk- und Systemtheorie. Er  gehört zu den Pionieren, welche die Fachgebiete Flachbildschirme, Signalverarbeitung und Systemtheorie mitgeprägt haben.

## Leben
Ernst Lüder studierte an der TH Stuttgart Elektrotechnik und war nach seinem Abschluss als Diplom-Ingenieur Wissenschaftlicher Assistent am Institut für Theorie der Elektrotechnik bei Wilhelm Bader. Nach seiner Promotion im Jahre 1962 und nach seiner Habilitation (1967) lehrte Lüder zunächst als Privatdozent an der TH Stuttgart.
Von 1968 bis 1971 forschte Lüder in den Bell Telephone Laboratories in Holmdel (USA) auf dem Gebiet des Entwurfs und der Optimierung miniaturisierter Filter für Telefonanwendungen. Anschließend wurde er als Professor für Netzwerk- und Systemtheorie und als Leiter des gleichnamigen Instituts an die Universität Stuttgart berufen.
Auch nach Eintritt in den Ruhestand im Jahr 1999 bleibt Lüder der Wissenschaft durch Forschungsarbeiten, Beratung und als vielfacher Zeitschriften- und Buchautor eng verbunden. Er ist verheiratet, hat zwei erwachsene Söhne und lebt mit seiner Frau seit seinem Ruhestand in Phoenix (Arizona).

## Professur
Zum Wintersemester 1971 wurde Ernst Lüder als Professor an die Universität Stuttgart berufen. Die Arbeitsgebiete seines Vorgängers Wilhelm Bader, der den Lehrstuhl bereits seit 1939 innehatte und auch sein akademischer Lehrer war, sind auf zwei getrennte Institute aufgeteilt worden. Günther Lehner übernahm 1972 das „Institut für Theorie der Elektrotechnik“ und führte den Schwerpunkt Feldtheorie fort. Das Gebiet der Netzwerktheorie übernahm Ernst Lüder im neu gegründeten „Institut für Netzwerk- und Systemtheorie“. Als zusätzliches Gebiet hat Lüder die Systemtheorie in die Lehr- und Forschungstätigkeit des Instituts aufgenommen, die mit mathematischen Methoden das zeitliche und frequenzabhängige Verhalten von Systemen beschreibt und ursprünglich für die Nachrichtentechnik durch Karl Küpfmüller begründet wurde. Lüder baute das Institut und in Fortführung seiner Forschungsarbeiten in den USA weitere Labors zur Realisierung von hybriden Mikroschaltungen in Dünn- und Dicksichttechnik auf.
1988 gründete Lüder mit Unterstützung des Bundesforschungsministeriums (BMBF) und des Landes Baden-Württemberg das Labor für Bildschirmtechnik und baute es zur effektiven, forschungsintensiven und eng an der Praxis orientierten Einrichtungen aus. Von seinen Aktivitäten profitierten zahlreiche Jahrgänge von Studierenden und Doktoranden. Seine hauptsächlichen Arbeitsgebiete waren der Entwurf von Netzwerken und Systemen für analoge, digitale und optische Signalverarbeitung, Flachbildschirme und Schichttechnik sowie Sensoren in Schichttechnik und mikromechanische Systeme.
Versuche anderer Forschungseinrichtungen, ihn für eine dortige Tätigkeit abzuwerben, waren daher naheliegend. So lehnte er 1982 einen Ruf an die Universität Duisburg und ein dort zu gründendes Fraunhofer-Institut ab und baute dafür in Stuttgart in den Jahren 1982–85 das Institut für Mikroelektronik  Stuttgart (IMS) auf, dessen Leitung später durch Bernd Hoeflinger und danach durch Joachim Burghartz übernommen wurde.
Langjährige Erfahrungen in diesen Bereichen mit besonderem Akzent auf der Schaltungsentwicklung und -optimierung mit Zufallsprozessen und der Herstellung von Bauelementen in Dünnschichttechnik bildeten die Grundlage für seine erfolgreiche Zusammenarbeit mit der Industrie und mit internationalen wissenschaftlichen Organisationen.
Das in Deutschland einzigartige Labor für Bildschirmtechnik mit Reinräumen nahezu im Industriemaßstab erforscht und entwickelt unter anderem flache Flüssigkristall-Bildschirme mit einer in jedem Pixel integrierten elektronischen Ansteuerung. Auftraggeber sind das Bundesforschungsministerium, die Europäische Union sowie Firmen aus Deutschland, Frankreich, England, den USA, Japan und Südkorea. Die knapp 40 Mitarbeiter werden aus Drittmitteln finanziert. Wegen dieses speziellen Labors wird Lüder im Uni-Jargon auch gern als „Bildschirmpapst“ bezeichnet.
Auch der Industrie stellt Lüder sein Wissen zur Verfügung: So wurden mit seiner Starthilfe bei den Firmen Endress und Hauser sowie Staiger spezielle Dünnschichtlabors eingerichtet. Ebenfalls wurden die an seinem Institut entwickelten Verfahren zu einer aufwandsarmen digitalen Signalverarbeitung in der Praxis erfolgreich eingesetzt. Als Direktor des Instituts für Mikroelektronik trug er dazu bei, der mittelständischen Industrie erleichterten Zugang zu integrierten Schaltungen zu verschaffen. Die Technik flacher Flüssigkristall-Bildschirme stellte er als Leiter des Labors für Bildschirmtechnik der deutschen Industrie zur Verfügung zum Einstieg in diese Technologie, die im Fertigungsbereich von Asien dominiert ist.
Zahlreiche Institutionen greifen auf Lüders Erfahrungen zurück. So war er seit 1972 für das BMBF als Gutachter in den Bereichen Mikroelektronik, Informationstechnik, Gerätetechnik sowie Photonik tätig und ebenfalls seit 1972 für die Deutsche Forschungsgemeinschaft als Gutachter im Bereich der Signalverarbeitung.
Auf Grund des breiten Arbeitsgebiets, das von der Systemtheorie und Signalverarbeitung bis zur Schichttechnik und der Technologie Flacher Bildschirme reicht, hat die Fakultät für Elektrotechnik und Informationstechnik (damaliger Dekan Joachim Speidel) für die Zeit nach der Emeritierung von Lüder zwei Lehrstühle geschaffen, die später zu Instituten erweitert wurden: Institut für Signalverarbeitung und Systemtheorie (Leitung Bin Yang)  und Institut für Großflächige Mikroelektronik (Leitung Norbert Frühauf).
Aus Anlass seiner Emeritierung luden seine Mitarbeiter im April 1999 zu einem Festkolloquium ein. Nach Grußworten von Prorektor Erich Zahn und Peter Göhner, dem Dekan der Fakultät Elektrotechnik und Informationstechnik sowie von Klaus Rupf vom Bundesforschungsministerium gaben drei Vorträge einen Rückblick auf Lüders Arbeitsgebiete: „Physikalische Aspekte der Theorie elektrischer Netzwerke“ (Wolfgang Mathis, Universität Magdeburg), „The Present State of Technology and Business of Flat Panel Displays“ (Malcolm Thompson, Palo Alto/USA), und Ernst Lüder selbst berichtete über „Optische Signalverarbeitung mit Bauelementen aus der Displaytechnik“. Als ein Forschungspionier sieht er dieses Fachgebiet keineswegs als abgeschlossen an, und daher wirkt er weiterhin mit am wissenschaftlichen Vorlauf für künftige Lösungen im Kontakt mit Industrie- und Forschungspartnern und verfasst entsprechende Zeitschriften- und Buchpublikationen.
Die theoretischen und anwendungsbezogenen Forschungsarbeiten von Ernst Lüder sind in mehr als 275 wissenschaftlichen Veröffentlichungen sowie in zahlreichen Patenten dokumentiert. Aus dem akademischen Umfeld von Lüder sind Industriefachleute, Wissenschaftler und als Professoren hervorgegangen: Karl-Eberhard Frick, Bernd Kaiser, Hermann Lanfer, Rainer Thimm, Reinhard Riekeles, Hans Kreutzer, Karlheinz Höfer, Walter Ludescher, Peter Ott. An die Universität Stuttgart (Rektor Wolfram Ressel) wurden seine ehemaligen Wissenschaftlichen Assistenten und Doktoranden Norbert Frühauf zum Professor und Leiter des Instituts für Großflächige Mikroelektronik sowie Joachim Speidel 1992 als Nachfolger von Wolfgang Kaiser zum Professor für Nachrichtenübertragung und Leiter des gleichnamigen Instituts berufen.

## Mitgliedschaften und Ehrungen
- Vorsitzender und Beiratsmitglied des Heinrich-Hertz-Instituts,
- Mitarbeit in mehreren Ausschüssen der Informationstechnischen Gesellschaft (ITG) und Vorstandsmitglied,
- Mitwirkung im Auftrag des BMBF im Jahre 1985 an einem Bericht über die Zukunft der  Informationstechnik,
- Mitarbeit in  der amerikanischen Vereinigung der Elektroingenieure IEEE, die ihn 1990 in einen Ausschuss berief, der für die US-Regierung die wichtigsten Arbeitsgebiete im Bereich der "Circuits and Systems" zusammenstellte,
- 1998 Fellow SID,
- Fellow des IEEE und der Society of Information Displays,
- Gutachter im Espritprogramm der Europäischen Union zur Erarbeitung flacher Bildschirme,
- Mitglied der New York Academy of  Sciences,
- Mitglied in weiteren nationalen und internationalen Fachgesellschaften,
- 1951 Scheffel-Preisträger an der Oberschule Schramberg,
- 2009 Slottow–Owaki Prize,
- Träger des Bundesverdienstkreuzes 1. Klasse,
- 2016: VDE-Ehrenring[7]

## Ausgewählte Veröffentlichungen
- Äquivalente Schaltungen und Topologie der Schaltungen geringsten Aufwandes. Dissertation, TH Stuttgart, Fakultät für Maschinenwesen 1962.
- Die Verwirklichung der Kettenmatrix des allgemeinen passiven Vierpols durch eine Schaltung mit der geringsten Zahl von Teilen. Habilitationsschrift, TH Stuttgart, Fakultät für Maschinenwesen 1967.
- A Decomposition of a Transfer Function Minimizing Distortion and In-band Losses. Bell Systems Technical Journal (BSTJ) 49/3 (1970).
- Bau hybrider Mikroschaltungen. Einführung in die Dünn- und Dickschichttechnologie. Springer: Berlin, Heidelberg, New York 1977, ISBN 3-540-08289-1.
- mit T. Kallfaß: High Voltage Thin Film Transistors Manufactured with Photolithography and with Ta2O5 as the Gate Oxide. Thin Solid Films 61 (1979) S. 259–264.
- mit N. Frühauf: Optical Signal Processing for CNNs. CNNA 92 (1992) München, S. 45–54.
- Generation of equivalent block parallel digitalfilters and algorithms by a linear transformation. Proc. ISCAS '93, (1993) Chicago, S. 495–498.
- Liquid Crystal Displays with Plastic Substrates. Proc. SPIE 3297, Band 3297, S. 64–72. Electronic Imaging 98 (1998) San Jose.
- mit M. Wintermantel: An analytical design of digital half-band filters. Frequenz 53 (1999) 5-6, S. 97–107.
- Ernst Lüder (general chair): EuroDisplay '99. Proceedings, ISBN 3-8007-2478-2.
- Liquid Crystal Displays. Addressing Schemes and Electro-Optical Effects. John Wiley & Sons, New York 2010, 2. Auflage, ISBN 978-0-470-74519-9.
- 3D Displays. John Wiley & Sons, New York 2011, ISBN 978-1-11-999151-9.